# 1958年
1958年（1958 ねん）は、西暦（グレゴリオ暦）による、水曜日から始まる平年。昭和33年。

## 他の紀年法
- 干支：戊戌（つちのえ いぬ）
- 日本（月日は一致）
  - 昭和33年
  - 皇紀2618年
- 中華民国（月日は一致）
  - 中華民国47年
- 朝鮮・韓国
  - 檀紀4291年
  - 主体47年
- 仏滅紀元：2500年 - 2501年
- イスラム暦1377年6月9日 - 1378年6月19日
- ユダヤ暦：5718年4月9日 - 5719年4月20日
- 修正ユリウス日(MJD)：36204 - 36568
- リリウス日(LD)：137045 - 137409
- 檀紀は、大韓民国で1948年に法的根拠を与えられたが、1962年からは公式な場では使用されていない。
- 主体暦は、朝鮮民主主義人民共和国で1997年に制定された。

## カレンダー
| 1月 |    |    |    |    |    |    |
| 日  | 月 | 火 | 水 | 木 | 金 | 土 |
|     |    |    | 1  | 2  | 3  | 4  |
| 5   | 6  | 7  | 8  | 9  | 10 | 11 |
| 12  | 13 | 14 | 15 | 16 | 17 | 18 |
| 19  | 20 | 21 | 22 | 23 | 24 | 25 |
| 26  | 27 | 28 | 29 | 30 | 31 |    |
|     |    |    |    |    |    |    |

| 2月 |    |    |    |    |    |    |
| 日  | 月 | 火 | 水 | 木 | 金 | 土 |
|     |    |    |    |    |    | 1  |
| 2   | 3  | 4  | 5  | 6  | 7  | 8  |
| 9   | 10 | 11 | 12 | 13 | 14 | 15 |
| 16  | 17 | 18 | 19 | 20 | 21 | 22 |
| 23  | 24 | 25 | 26 | 27 | 28 |    |
|     |    |    |    |    |    |    |

| 3月 |    |    |    |    |    |    |
| 日  | 月 | 火 | 水 | 木 | 金 | 土 |
|     |    |    |    |    |    | 1  |
| 2   | 3  | 4  | 5  | 6  | 7  | 8  |
| 9   | 10 | 11 | 12 | 13 | 14 | 15 |
| 16  | 17 | 18 | 19 | 20 | 21 | 22 |
| 23  | 24 | 25 | 26 | 27 | 28 | 29 |
| 30  | 31 |    |    |    |    |    |
|     |    |    |    |    |    |    |

| 4月 |    |    |    |    |    |    |
| 日  | 月 | 火 | 水 | 木 | 金 | 土 |
|     |    | 1  | 2  | 3  | 4  | 5  |
| 6   | 7  | 8  | 9  | 10 | 11 | 12 |
| 13  | 14 | 15 | 16 | 17 | 18 | 19 |
| 20  | 21 | 22 | 23 | 24 | 25 | 26 |
| 27  | 28 | 29 | 30 |    |    |    |
|     |    |    |    |    |    |    |

| 5月 |    |    |    |    |    |    |
| 日  | 月 | 火 | 水 | 木 | 金 | 土 |
|     |    |    |    | 1  | 2  | 3  |
| 4   | 5  | 6  | 7  | 8  | 9  | 10 |
| 11  | 12 | 13 | 14 | 15 | 16 | 17 |
| 18  | 19 | 20 | 21 | 22 | 23 | 24 |
| 25  | 26 | 27 | 28 | 29 | 30 | 31 |
|     |    |    |    |    |    |    |

| 6月 |    |    |    |    |    |    |
| 日  | 月 | 火 | 水 | 木 | 金 | 土 |
| 1   | 2  | 3  | 4  | 5  | 6  | 7  |
| 8   | 9  | 10 | 11 | 12 | 13 | 14 |
| 15  | 16 | 17 | 18 | 19 | 20 | 21 |
| 22  | 23 | 24 | 25 | 26 | 27 | 28 |
| 29  | 30 |    |    |    |    |    |
|     |    |    |    |    |    |    |

| 7月 |    |    |    |    |    |    |
| 日  | 月 | 火 | 水 | 木 | 金 | 土 |
|     |    | 1  | 2  | 3  | 4  | 5  |
| 6   | 7  | 8  | 9  | 10 | 11 | 12 |
| 13  | 14 | 15 | 16 | 17 | 18 | 19 |
| 20  | 21 | 22 | 23 | 24 | 25 | 26 |
| 27  | 28 | 29 | 30 | 31 |    |    |
|     |    |    |    |    |    |    |

| 8月 |    |    |    |    |    |    |
| 日  | 月 | 火 | 水 | 木 | 金 | 土 |
|     |    |    |    |    | 1  | 2  |
| 3   | 4  | 5  | 6  | 7  | 8  | 9  |
| 10  | 11 | 12 | 13 | 14 | 15 | 16 |
| 17  | 18 | 19 | 20 | 21 | 22 | 23 |
| 24  | 25 | 26 | 27 | 28 | 29 | 30 |
| 31  |    |    |    |    |    |    |
|     |    |    |    |    |    |    |

| 9月 |    |    |    |    |    |    |
| 日  | 月 | 火 | 水 | 木 | 金 | 土 |
|     | 1  | 2  | 3  | 4  | 5  | 6  |
| 7   | 8  | 9  | 10 | 11 | 12 | 13 |
| 14  | 15 | 16 | 17 | 18 | 19 | 20 |
| 21  | 22 | 23 | 24 | 25 | 26 | 27 |
| 28  | 29 | 30 |    |    |    |    |
|     |    |    |    |    |    |    |

| 10月 |    |    |    |    |    |    |
| 日   | 月 | 火 | 水 | 木 | 金 | 土 |
|      |    |    | 1  | 2  | 3  | 4  |
| 5    | 6  | 7  | 8  | 9  | 10 | 11 |
| 12   | 13 | 14 | 15 | 16 | 17 | 18 |
| 19   | 20 | 21 | 22 | 23 | 24 | 25 |
| 26   | 27 | 28 | 29 | 30 | 31 |    |
|      |    |    |    |    |    |    |

| 11月 |    |    |    |    |    |    |
| 日   | 月 | 火 | 水 | 木 | 金 | 土 |
|      |    |    |    |    |    | 1  |
| 2    | 3  | 4  | 5  | 6  | 7  | 8  |
| 9    | 10 | 11 | 12 | 13 | 14 | 15 |
| 16   | 17 | 18 | 19 | 20 | 21 | 22 |
| 23   | 24 | 25 | 26 | 27 | 28 | 29 |
| 30   |    |    |    |    |    |    |
|      |    |    |    |    |    |    |

| 12月 |    |    |    |    |    |    |
| 日   | 月 | 火 | 水 | 木 | 金 | 土 |
|      | 1  | 2  | 3  | 4  | 5  | 6  |
| 7    | 8  | 9  | 10 | 11 | 12 | 13 |
| 14   | 15 | 16 | 17 | 18 | 19 | 20 |
| 21   | 22 | 23 | 24 | 25 | 26 | 27 |
| 28   | 29 | 30 | 31 |    |    |    |
|      |    |    |    |    |    |    |

## できごと

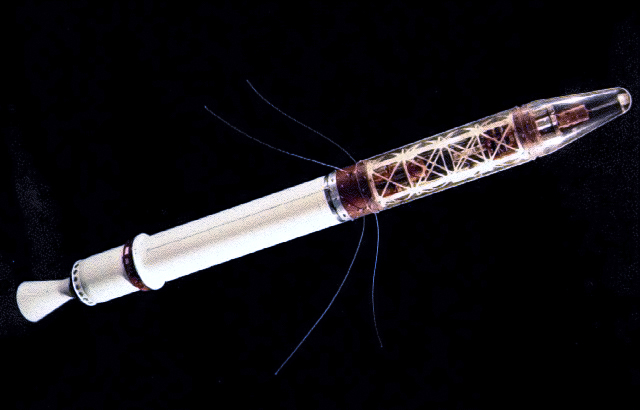
エクスプローラー1号打ち上げ（1月31日）

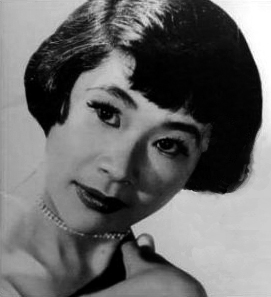
ナンシー梅木、日本人初のアカデミー賞受賞（3月26日）

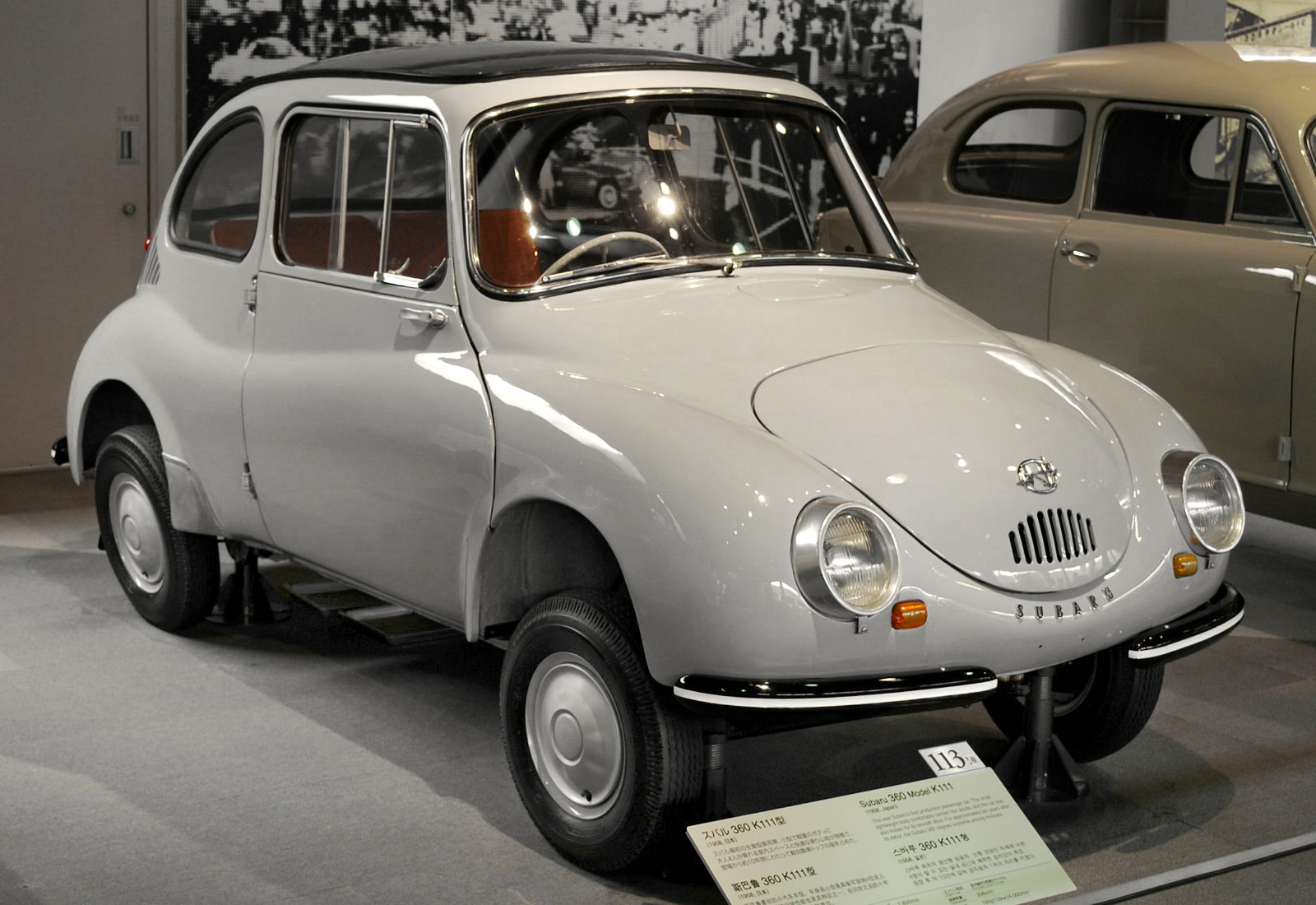
スバル・360発売（5月1日）

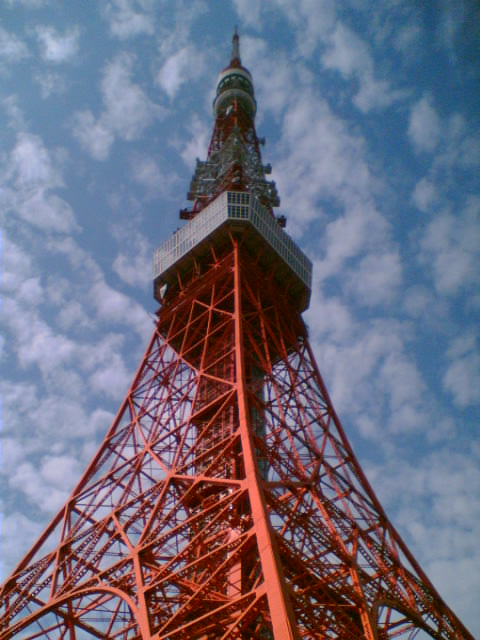
東京タワー竣工（10月14日）
12月7日に公開開始、12月23日に完工式

### 1月
- 1月 - 中華人民共和国、第2次五か年計画。朝鮮民主主義人民共和国、第1次五か年計画。
- 1月 - 東京通信工業がソニーに社名を変更。
- 1月1日 - 2つのローマ条約の発効により、欧州経済共同体と欧州原子力共同体が設立される。
- 1月3日 - 西インド連邦結成。
- 1月4日 - スプートニク1号が大気圏に再突入し消滅（1957年10月4日打ち上げ）。
- 1月11日 - 韓国進歩党事件。
- 1月15日 - 東京都の学校給食に牛乳が加わる。
- 1月20日 - 大日本製薬がサリドマイドを配合した「イソミン」を発売（後にサリドマイド訴訟に発展した）。
- 1月26日 - 南海丸遭難事故。
- 1月28日 - ゴッドフレッド・キアク・クリスチャンセン（英語版）がレゴブロックを特許申請。
- 1月31日 - アメリカ初の人工衛星、エクスプローラー1号打ち上げ。
- 1月31日 - ジェームズ・ヴァン・アレンによるヴァン・アレン帯の発見。

### 2月
- 2月1日 - エジプト共和国とシリア共和国が合併し、アラブ連合共和国が建国。
- 2月1日 - 神戸市が兵庫県美嚢郡淡河村を編入（兵庫区となり、1973年から神戸市北区へ分区）。
- 2月6日 - ミュンヘンの悲劇。マンチェスター・ユナイテッドFCの選手8人を含む乗客23人が死亡。
- 2月8日 - 第1回日劇ウエスタンカーニバル開幕。
- 2月14日 - イラクとヨルダンによる連邦国家、アラブ連邦発足。
- 2月16日 - 滄浪号ハイジャック事件。

### 3月
- 3月1日 - ラジオ九州テレビ（現在のRKB毎日放送テレビ）が放送開始。
- 3月9日 - 関門トンネルが開通。本州（山口県下関市）と九州（福岡県門司市、現在の北九州市門司区）が道路で結ばれる。
- 3月17日 - 国際海事機関発足。
- 3月24日 - エルヴィス・プレスリーがアメリカ合衆国陸軍に入隊。
- 3月26日 - ナンシー梅木が日本人初のアカデミー助演女優賞を受賞。
- 3月27日 - ニキータ・フルシチョフがソビエト連邦の首相に就任。

### 4月
- 4月1日
  - 売春防止法施行。
  - 宝塚大劇場花組公演に代役出演中の月組香月弘美が、着ていたドレスがセリの機械に巻き込まれ即死。
  - BBCレディオフォニック・ワークショップ設立。
- 4月5日 - 巨人・長嶋茂雄選手、4打席4三振デビュー。
- 4月17日 - ブリュッセル万国博覧会開幕。（ - 10月19日）
- 4月19日 - 日本コカ・コーラ、炭酸飲料「ファンタ」を日本で発売。
- 4月25日 - 衆議院解散（話し合い解散）。

### 5月
- 5月2日 - 長崎国旗事件
- 5月5日 - 多摩動物公園開園
- 5月5日 - 広島市の広島平和記念公園内で、原爆症で死亡した佐々木禎子を追悼する「原爆の子の像」の除幕式。
- 5月12日 - アメリカ合衆国とカナダが北アメリカ航空宇宙防衛司令部設置について正式合意。
- 5月22日 - 第28回衆議院議員総選挙投票（1960年10月24日解散（安保解散））。
- 5月24日 - 旧・国立競技場で、第3回アジア競技大会が開催。
- 5月31日 - 大阪市営地下鉄四つ橋線（現・Osaka Metro四つ橋線）の岸里駅 - 玉出駅間が開業。

### 6月
- 6月1日 - 新日本放送（NJB）が毎日放送（MBS）に社名変更。
- 6月1日 - 山陽放送テレビが放送開始。
- 6月1日 - 大阪テレビ放送（現在の朝日放送テレビ）にて、日本初のVTR撮影によるテレビドラマ『ちんどん屋の天使』が放映。
- 6月8日
  - 後楽園ホールの前身である後楽園ジムナジアム開場。
  - 1958 FIFAワールドカップ、スウェーデンで開催。（ - 6月29日）
- 6月10日
  - 第29特別国会召集（7月8日閉会）。
  - 本州製紙（現王子製紙）江戸川工場の悪水放流により被害を受けた漁民が工場側の要請した機動隊と衝突し、漁民側に重傷者35名、軽傷者108名、検束者8名。警察側も1名入院した（江戸川漁業被害）。
- 6月16日 - ハンガリーの元閣僚評議会議長、ナジ・イムレが、KGBによる秘密裁判により絞首刑となる。
- 6月26日 - エクスプローラー4号打ち上げ。
- 6月29日 - NHK高松ラジオ第2が放送開始。

### 7月
- 7月1日
  - 近畿日本鉄道より2階建て電車ビスタカー10000系がデビュー。
  - ラジオ大阪、西日本放送テレビが開局。
- 7月7日 - アメリカ合衆国カリフォルニア州ロサンゼルスに、The International House of Pancakes（IHOP1号店）開業。
- 7月9日 - リツヤ湾大津波
- 7月14日 - イラクの自由将校団を率いるアブドゥル・カリム・カースィムらがクーデターにより実権を掌握。（7月14日革命）
- 7月23日 - 台風11号が静岡県に上陸。関東地方などに被害をもたらす。
- 7月26日
  - イギリス女王エリザベス2世、息子のチャールズ3世に、プリンス・オブ・ウェールズの称号を授与。
  - アメリカで地球観測衛星「エクスプローラー4号」打ち上げ。

### 8月
- 8月 - 中華人民共和国、大躍進、人民公社運動開始。
- 8月 - 沖縄から沖縄県立首里高等学校が第40回全国高等学校野球選手権大会に出場。検疫の関係で甲子園の土が持ち帰れない事件が起こる。
- 8月1日 - ラジオ九州がRKB毎日放送に社名変更。
- 8月3日 - アメリカ合衆国海軍の原子力潜水艦ノーチラス、史上初めて北極海の北極点地点の海中を通過。
- 8月12日 - 全日空下田沖墜落事故、東京（羽田）発名古屋行きの全日空25便DC-3型機が下田市沖に墜落、乗員乗客33名全員が死亡。
- 8月23日 - 金門県で金門砲戦発生。（ - 9月22日）
- 8月25日 - 日清食品が世界初のインスタントラーメン「チキンラーメン」を発売。
- 8月27日 - アメリカ合衆国軍、アーガス作戦開始、南大西洋で核実験実施。
- 8月28日 - 読売テレビ放送、テレビ西日本が放送開始。
- 8月31日 - 早稲田実業の王貞治投手の巨人軍入団決定。

### 9月
- 9月1日 - アイスランドとイギリスの間でタラ戦争勃発。
- 9月2日 - 中国中央電視台の前身、北京電視台が、中華人民共和国初のテレビ放送開始。
- 9月7日 - 埼玉県入間市で在日米軍による銃殺事件であるロングプリー事件が起こる。
- 9月9日 - 世界平和パゴダ創建（福岡県門司市、現在の北九州市門司区）
- 9月26日 - 鎌田商会が「洋服タンス用　パラゾール」を発売。
- 9月27日 - 狩野川台風、神奈川県に上陸。死者・行方不明1,269名[1]。
- 9月29日 - 第30臨時国会召集（12月7日閉会）。
- 9月30日 - ソビエト連邦、ノヴァヤゼムリャで核実験実施。

### 10月
- 10月1日
  - NACAがNASAに名称変更。
  - 初のブルートレインとなる「あさかぜ」が運行を開始。
  - 三菱鉛筆が鉛筆「ユニ」を発売。
  - チュニジアとモロッコがアラブ連盟加盟。
- 10月2日 - ギニア独立。
- 10月8日 - 警職法改正案を衆議院へ提出。（その直後からの反対運動激化の為、廃案）
- 10月8日 - -10月24日、全農林警職法事件。
- 10月10日 - 常磐線・東北本線経由で上野 - 青森間で「はつかり」が運転開始。国鉄で初めて東海道本線を経由せず、東北地方や北日本を走る特急列車となる。
- 10月14日 - 東京タワー竣工。
- 10月18日 - フラフープ販売開始。美容効果を謳ったCMで全国的なブームとなるも、健康障害が続々と報告されたため、わずか一月あまりで沈静化した。
- 10月20日 - 浦添家畜商殺人事件発生。
- 10月21日 - 西鉄が日本シリーズで優勝し、プロ野球で日本一。巨人相手に3連敗から4連勝を果たす。MVPの稲尾和久について「神様仏様稲尾様」が流行語になる。
- 10月21日 - 巨人・川上哲治選手、日本シリーズ終了後に引退。
- 10月28日 - ローマ教皇ピウス12世の死去に伴いヨハネ23世が選出。
- 10月31日 - ラジオ東京テレビ（現在のTBSテレビ）でテレビドラマ『私は貝になりたい』（加藤哲太郎原案・橋本忍脚本・フランキー堺主演。第13回芸術祭放送部門受賞作品）が放映。

### 11月
- 11月1日 - 東海道本線東京 - 大阪間で国鉄初の電車特急「こだま」が運転開始。
- 11月10日 - ブラジルの歌手ジョアン・ジルベルトが、リオ・デ・ジャネイロで"Chega de Saudade"を収録、ボサノヴァの誕生とされる。
- 11月22日 - 関西テレビ放送が開局。
- 11月25日 - フランス領スーダンが、フランス共同体内の自治国となる。
- 11月27日 - 宮内庁、皇太子・明仁親王と正田美智子の婚約を発表、ミッチー・ブームはじまる。
- 11月28日 - ガボン、コンゴ共和国、チャドが、フランス共同体内の自治国となる。

### 12月
- 12月1日 - 新1万円札（聖徳太子像）発行。
- 12月7日 - 東京タワー公開開始。
- 12月10日 - 第31国会召集（1959年5月2日閉会）。
- 12月18日 - アメリカ合衆国、世界初の通信衛星SCOREの打ち上げに成功。
- 12月21日 - シャルル・ド・ゴールがフランス第五共和政初代大統領に選ばれる。
- 12月23日 - 東京タワー完工式。
- 12月24日 - ラジオ関東（現在のアール・エフ・ラジオ日本）が開局。
- 12月25日 - 東海テレビ放送、ラジオ新潟テレビ（新潟放送）が開局。
- 12月27日 - 国民健康保険法公布。

### 日付不明
- ピエール・カルダンが来日
- 東京都渋谷区の原宿に「原宿セントラルアパート」完成（1986年まで）。
- マルサン商店が日本初のプラモデル「SSN-571ノーチラス号」ほか計4点を発売。

## 社会
- バンク・オブ・アメリカが行ったキャンペーンにより、クレジットカードの所有者が増え始めた。このキャンペーンはフレズノドロップキャンペーンと呼ばれ、バンカメリカード（英語版）と説明書を納めた封書をカリフォルニア州フレズノの市民に送付するものだった。[2]

## スポーツ
- プロ野球
  - セントラル・リーグ優勝　読売ジャイアンツ（4年連続リーグV）
  - パシフィック・リーグ優勝　西鉄ライオンズ（3年連続リーグV）
  - 日本シリーズ優勝　西鉄ライオンズ（4勝3敗）
- 大相撲（幕内最高優勝）
  - 初場所　若乃花勝治
  - 春場所　朝汐太郎
  - 夏場所　栃錦清隆
  - 名古屋　若乃花幹士
  - 秋場所　若乃花幹士
  - 九州場所　朝汐太郎

## 芸術・文化

### 音楽
- チャック・ベリー 「ジョニー・B.グッド」
- シルエッツ 「ゲット・ア・ジョブ」
- ヒューイ・"ピアノ"・スミス・アンド・ザ・クラウンズ 「ドンチュー・ジャスト・ノウ・イット」
- ヒューイ・"ピアノ"・スミス・アンド・ザ・クラウンズ 「ハイ・ブラッド・プレッシャー」
- ザ・コーデッツ 「ロリポップ」
- ラリー・ウィリアムズ 「ディジー・ミス・リジー / スロウ・ダウン」
- エディ・コクラン 「サマータイム・ブルース」「カモン・エヴリバディ」
- リッチー・ヴァレンス 「ドナ / ラ・バンバ」
- リトル・リチャード 「グッド・ゴーリー、ミス・モーリー」
- 浜村美智子「監獄ロック」
- 平尾昌章「星は何でも知っている」「ダイアナ」「監獄ロック」「リトル・ダーリン」「ルシヤ」「心のうずくとき」
- ミッキー・カーチス「月影のなぎさ」「君は我がさだめ」
- 三波春夫「旅笠道中」
- 山下敬二郎「バルコニーに坐って／ダイアナ」「クレイジー・ラヴ」「敬ちゃんのジングルベル／ブルー・クリスマス」

### 文学
- 芥川賞
  - 第39回（1958年上半期） - 大江健三郎『飼育』
  - 第40回（1958年下半期） - 該当作品なし
- 直木賞
  - 第39回（1958年上半期） - 山崎豊子『花のれん』、榛葉英治『赤い雪』
  - 第40回（1958年下半期） - 城山三郎『総会屋錦城』、多岐川恭『落ちる』

### 映画
- 吸血鬼ドラキュラ（監督：テレンス・フィッシャー）
- 黒い罠（監督：オーソン・ウェルズ）
- 死刑台のエレベーター（監督：ルイ・マル）
- 灰とダイヤモンド（監督：アンジェイ・ワイダ）
- めまい（監督：アルフレッド・ヒッチコック）
- 隠し砦の三悪人（監督：黒澤明）
- ハエ男の恐怖
- 白蛇伝
- 裸の大将
- 美女と液体人間
- 大怪獣バラン
- 手錠のまゝの脱獄
- フランケンシュタインの復讐
- 楢山節考（監督：木下惠介）
- 張込み（監督：野村芳太郎）
- 無法松の一生（監督：稲垣浩）
- 炎上
- 月光仮面第一部
- 月光仮面第二部 絶海の死斗
- 社長三代記

### テレビ
- 月光仮面
- 事件記者
- バス通り裏
- 光子の窓
- やりくりアパート
- ロッテ 歌のアルバム
- 部長刑事
- サンヨーテレビ劇場 / 私は貝になりたい
- 東芝日曜劇場 / マンモスタワー
- 開局 - 読売テレビ・関西テレビ・東海テレビ・ラジオ九州テレビ（現在のRKB毎日放送）・テレビ西日本・新潟放送・信越放送・静岡放送・北陸放送・山陽放送テレビ・西日本放送テレビ・南海放送

### ラジオ
- 7月1日、大阪放送（OBC、ラジオ大阪）開局
- 12月24日、ラジオ関東（JORF、現在のアール・エフ・ラジオ日本）開局

### その他
| キャッチフレーズなど                 | 商品名           | メーカー | 出演者                 | 音楽 |
| ------------------------------------ | ---------------- | -------- | ---------------------- | ---- |
| 何はなくとも江戸むらさき             | 江戸むらさき     | 桃屋     | 三木のり平（声）       | -    |
| アンクル・トリス登場                 | トリスウイスキー | 寿屋     | 柳原良平（画）         | -    |
| ミュンヘン・サッポロ・ミルウォーキー | サッポロビール   | 日本麦酒 | -                      | -    |
| リボンちゃん、ハーイ                 | リボンジュース   | 日本麦酒 | リボンちゃん（アニメ） | -    |

## 誕生

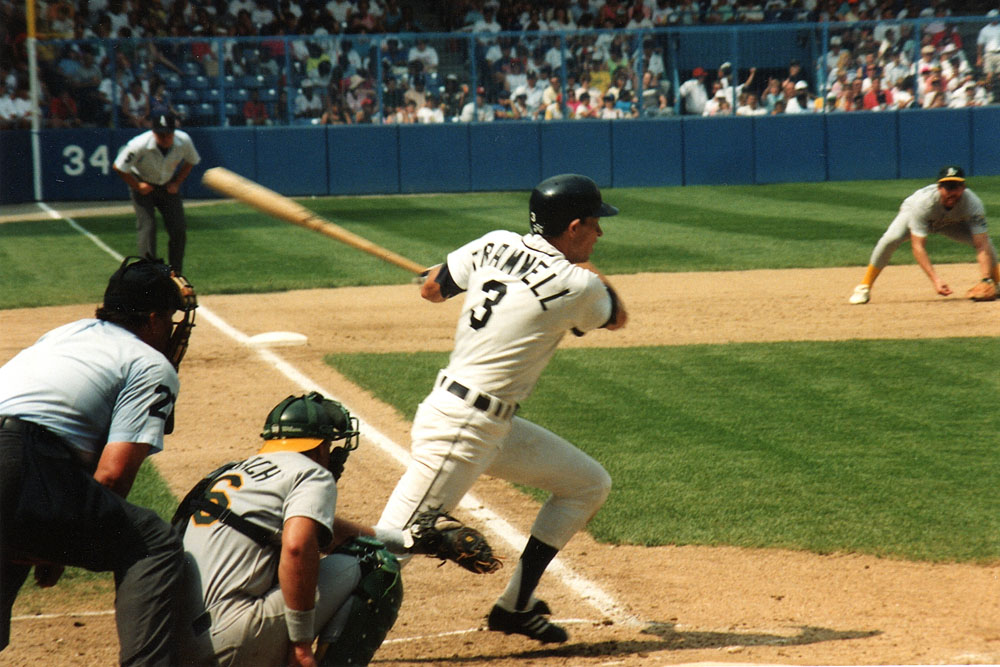
元メジャーリーガーアラン・トランメル（2月21日）

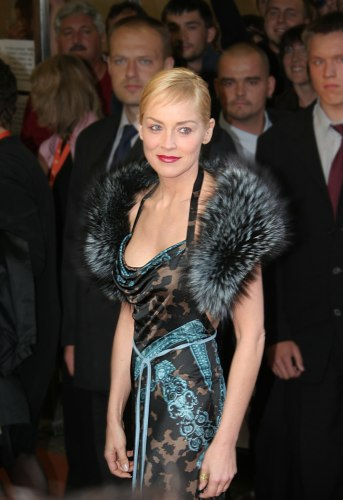
女優シャロン・ストーン（3月10日）

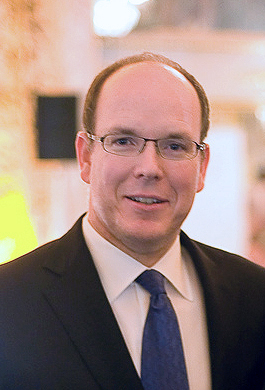
モナコ大公アルベール2世（3月14日）

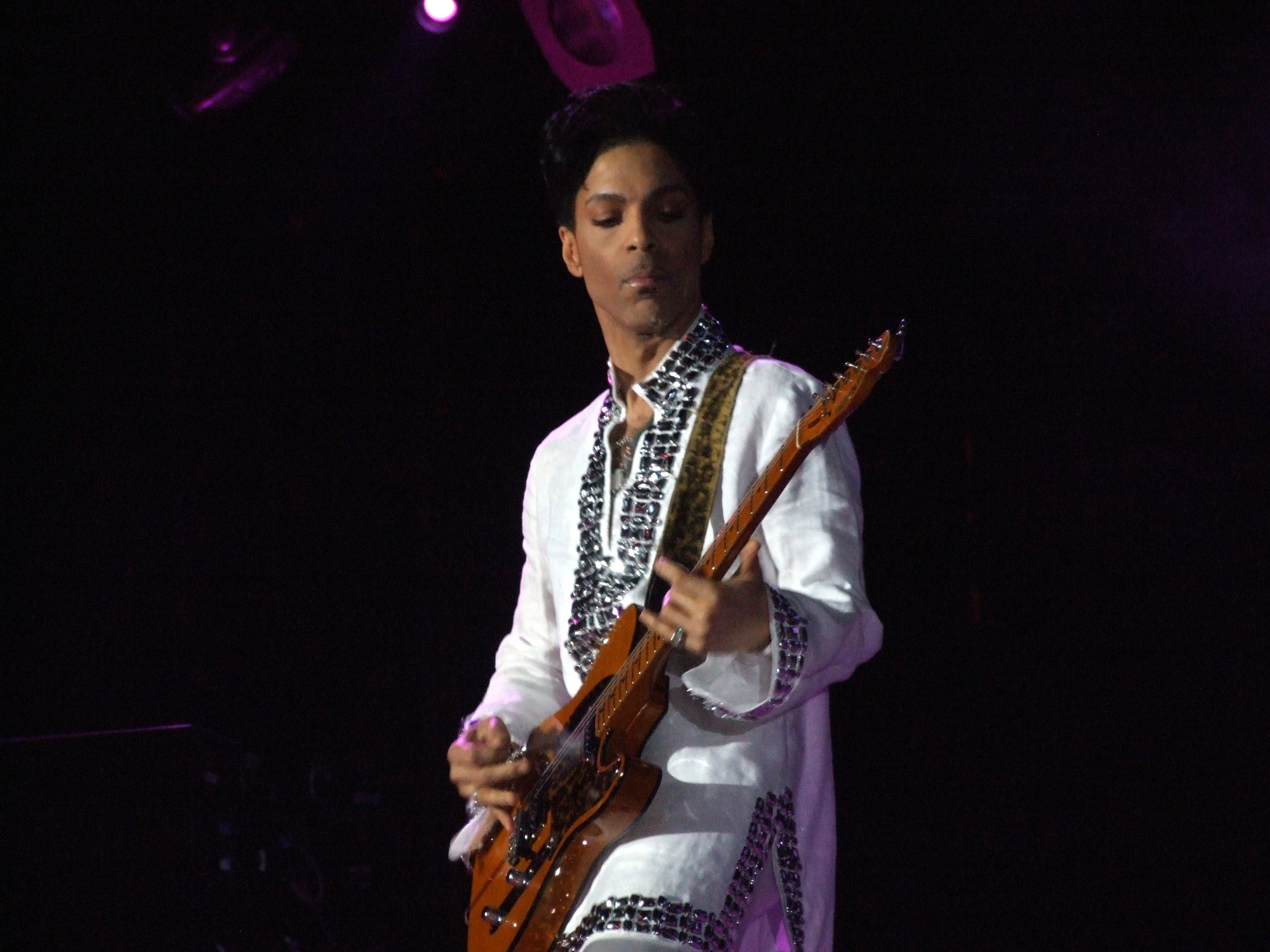
歌手プリンス（6月7日）

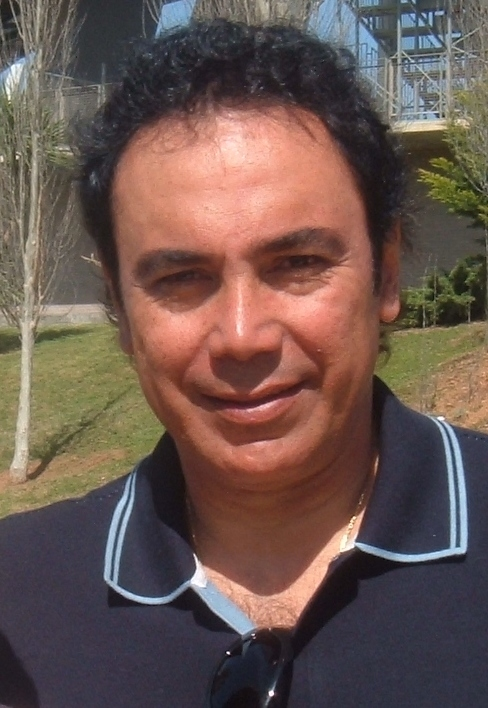
元サッカー選手ウーゴ・サンチェス（7月11日）

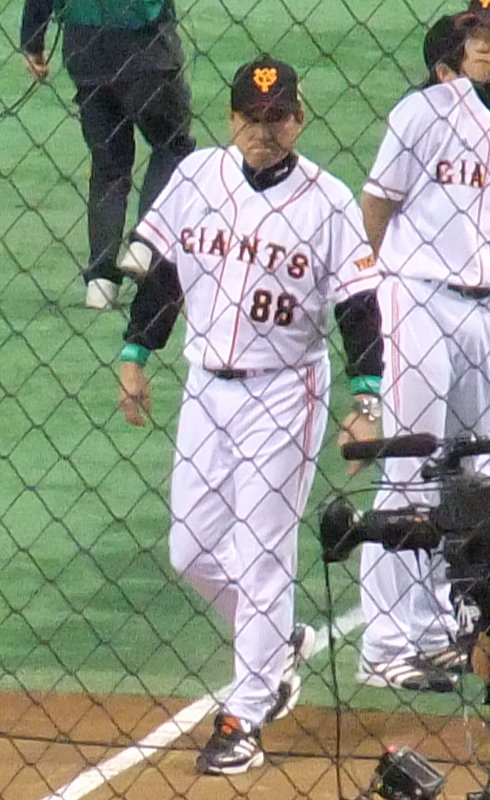
読売ジャイアンツ監督原辰徳（7月22日）

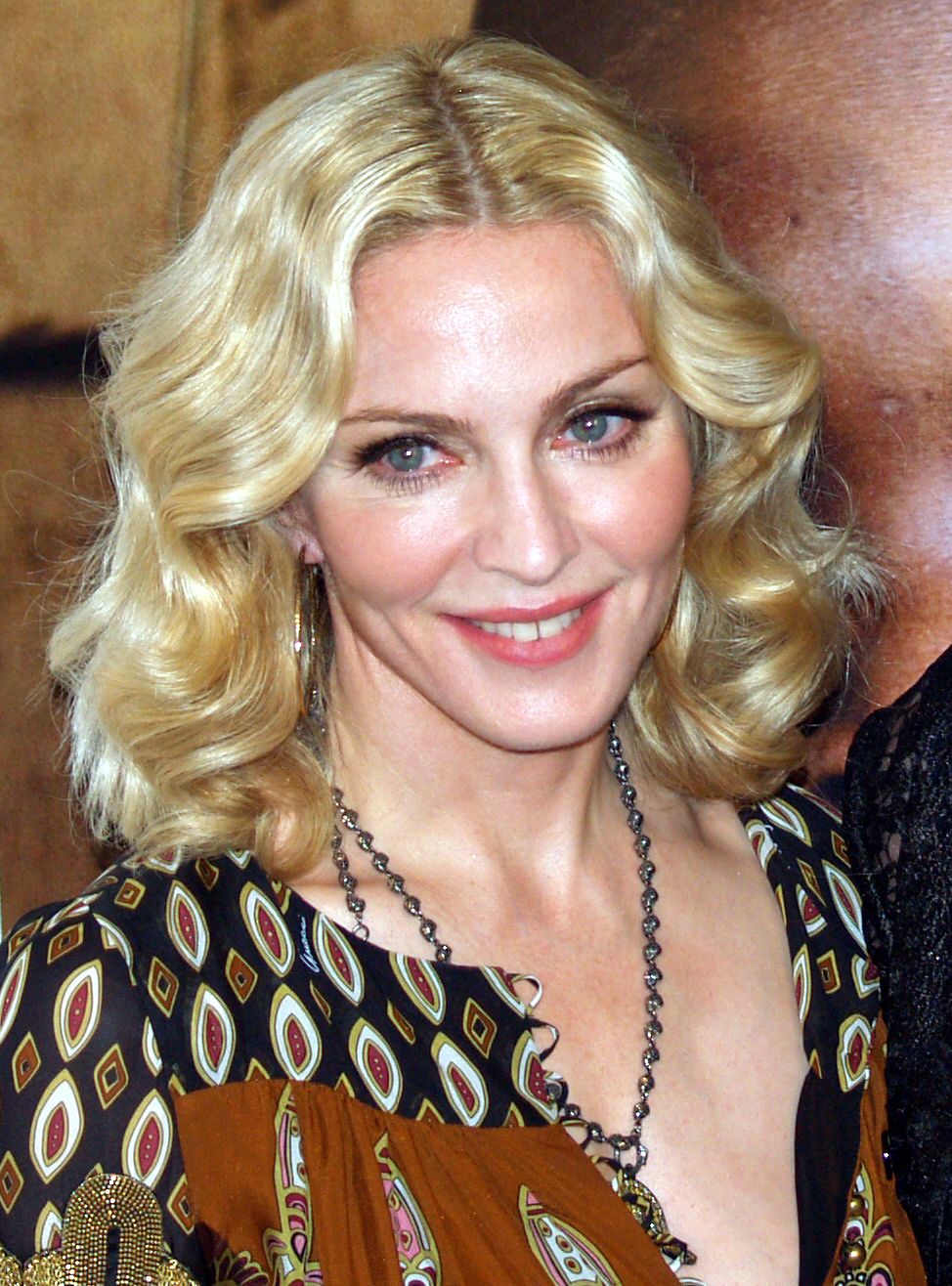
「ポップスの女王」マドンナ（8月16日）

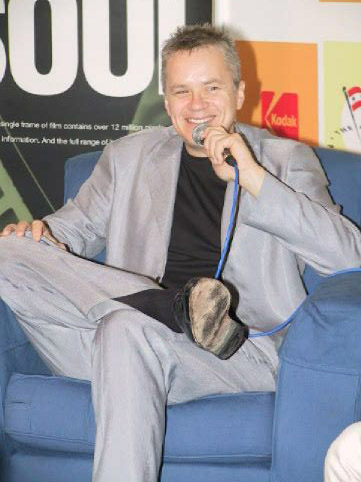
俳優・映画監督ティム・ロビンス（10月16日）

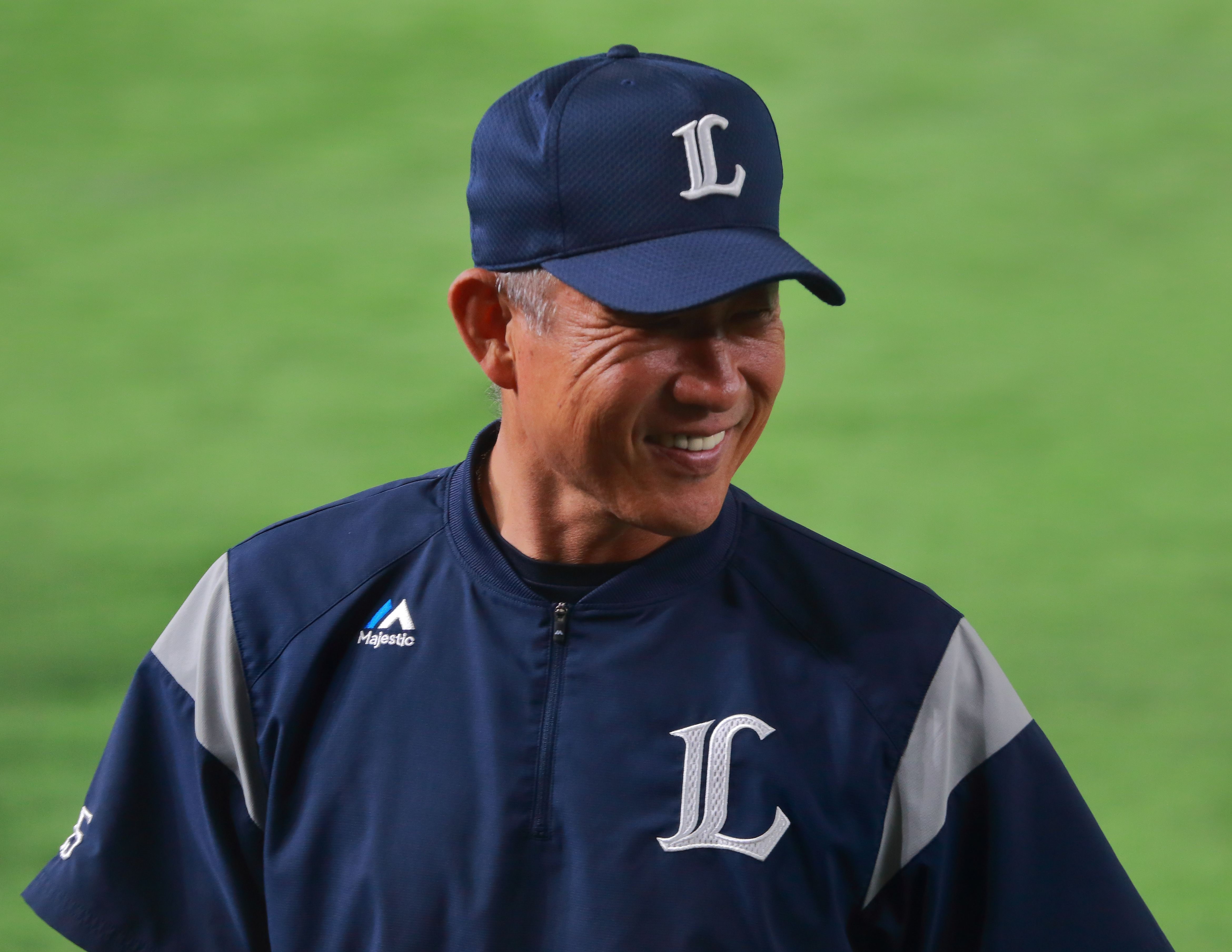
埼玉西武ライオンズ監督辻発彦（10月24日）

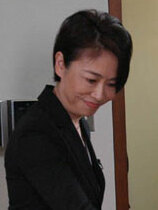
ニュースキャスター安藤優子（11月19日）

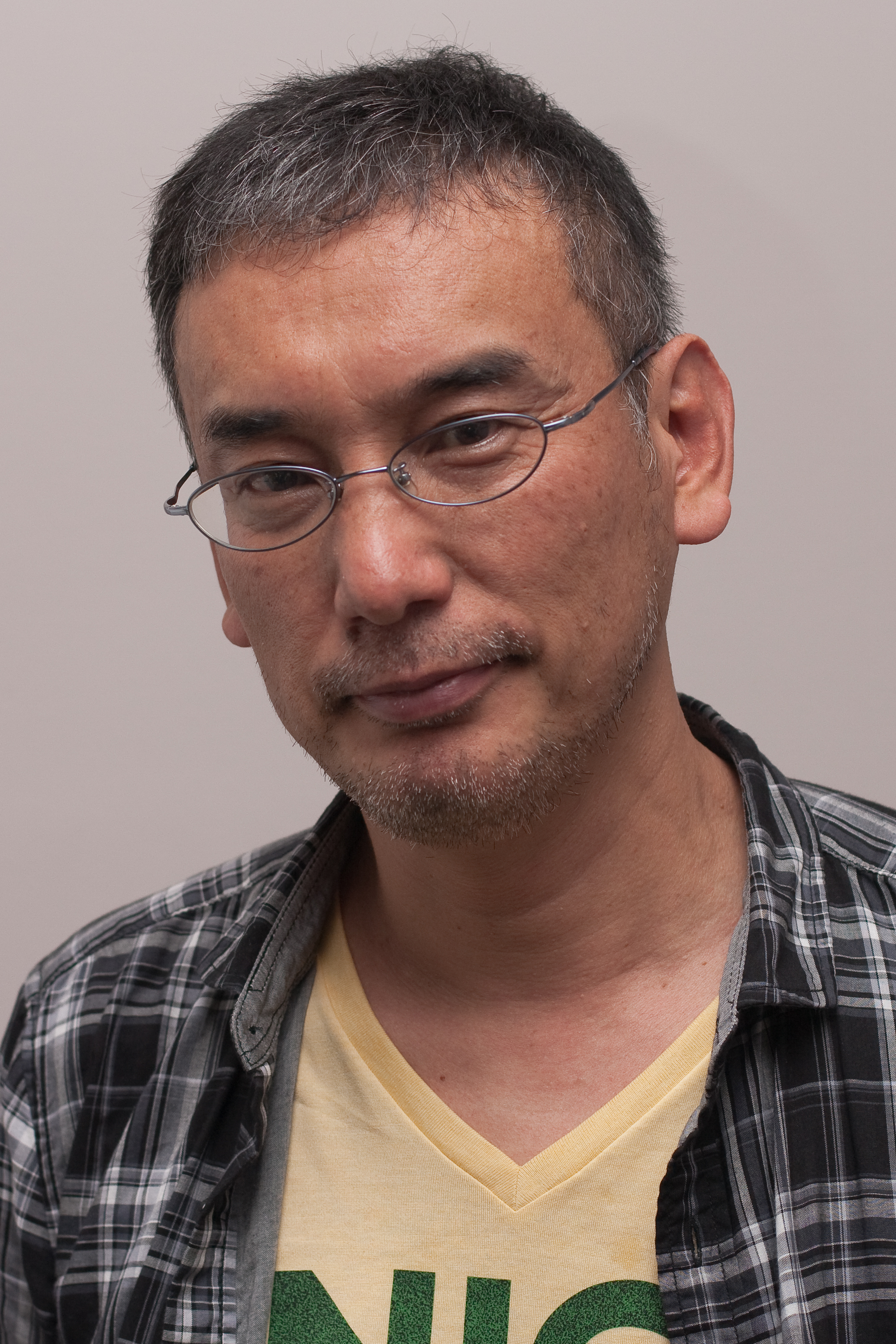
漫画家福本伸行（12月10日）

### 1月
- 1月1日 - しりあがり寿、漫画家
- 1月1日 - 芦沢真矢、元プロ野球選手
- 1月2日 - ウラディーミル・オフチニコフ、ピアニスト
- 1月2日 - 黒田真治、プロ野球選手
- 1月4日 - 三田紀房、漫画家
- 1月4日 - 宮本亞門、演出家
- 1月5日 - 八神純子、シンガーソングライター
- 1月6日 - CHAGE、シンガーソングライター（CHAGE and ASKA）
- 1月7日 - 千住博、日本画家
- 1月7日 - 三宅純、作曲家
- 1月10日 - エディ・チーバー、元F1ドライバー
- 1月11日 - 小野健一、声優
- 1月14日 - 深水彰彦、ミュージカル俳優
- 1月15日 - 宮崎緑、国際政治学者・元ニュースキャスター
- 1月17日 - 田中雅美、小説家
- 1月17日 - 仁和令子、女優（+ 2018年）
- 1月18日 - ベルナール・ジャンジニ、元サッカー選手
- 1月20日 - 天田益男[3]、声優
- 1月22日 - 小林誠二、元プロ野球選手
- 1月22日 - 筒井大助、野球選手
- 1月24日 - 永田昌弘、野球選手
- 1月25日 - 平井卓也、衆議院議員
- 1月26日 - マイク・パターソン、元プロ野球選手
- 1月26日 - 友寄正人、プロ野球審判員
- 1月30日 - 石川さゆり、演歌歌手
- 1月30日 - 白坂紀子、女優

### 2月
- 2月1日 - 堀川りょう、俳優、声優
- 2月1日 - みうらじゅん、漫画家・イラストレーター
- 2月2日 - 山田亘（山田わたる：山田ワタル）、ミュージシャン・ドラマー（FENCE OF DEFENSE）
- 2月3日 - 松下建夫、プロ野球選手
- 2月4日 - 時任三郎、俳優・歌手
- 2月4日 - 東野圭吾、小説家
- 2月6日 - 石川寛門、作曲家・シンガーソングライター
- 2月12日 - 太田純、三井住友フィナンシャルグループ代表執行役社長
- 2月14日 - 住友一哉、元プロ野球選手
- 2月15日 - 多賀竜昇司、元大相撲力士・関脇・勝ノ浦親方
- 2月16日 - 金田喜稔、サッカー解説者・元サッカー選手
- 2月18日 - 松原千明、女優・タレント (+2022年)
- 2月20日 - かとうかず子、女優
- 2月20日 - 高塚哲広、気象予報士
- 2月21日 - 引間克幸、元プロ野球選手
- 2月21日 - アラン・トランメル、元メジャーリーガー（遊撃手）
- 2月23日 - とり・みき、漫画家
- 2月24日 - ASKA（旧称：飛鳥涼）、シンガーソングライター（CHAGE and ASKA）
- 2月26日 - 宇佐美毅、国文学者
- 2月27日 - 中村うさぎ、小説家・エッセイスト
- 2月28日 - ダラス・ウイリアムズ、プロ野球選手

### 3月
- 3月2日 - 芳賀道也、元山形放送アナウンサー
- 3月3日 - 栗田貫一、ものまねタレント
- 3月5日 - ウラジーミル・ベスソノフ、元サッカー選手
- 3月5日 - アンディ・ギブ、歌手（+ 1988年）
- 3月6日 - 佐野元国、元プロ野球選手
- 3月6日 - 山本穰、元プロ野球選手（+ 2000年）
- 3月7日 - 田島吉秋、元プロボクサー
- 3月7日 - 隂山英男、教育者
- 3月7日 - 井上倫宏、俳優、声優（+ 2022年）
- 3月8日 - しげの秀一、漫画家
- 3月9日 - 未唯mie、ピンク・レディー　歌手・女優
- 3月10日 - シャロン・ストーン、女優
- 3月10日 - 家中宏、俳優・声優
- 3月10日 - スティーヴ・ハウ、メジャーリーガー（投手）（+ 2006年）
- 3月11日 - 織田哲郎、ミュージシャン・作曲家
- 3月11日 - エディ・ローソン、元オートバイレーサー
- 3月13日 - 田中義剛、タレント・シンガーソングライター・実業家
- 3月14日 - 石崎信弘、プロサッカー監督・サッカー指導者
- 3月14日 - ダグ・フォウト、調教師
- 3月14日 - アルベール2世、モナコ大公
- 3月15日 - 谷真一、プロ野球選手
- 3月16日 - 吉良州司、政治家
- 3月18日 - 加藤正次、プロ野球選手
- 3月20日 - ホリー・ハンター、女優
- 3月21日 - シルヴィア、歌手・元（ロス・インディオス＆シルビア）（+ 2010年[4]）
- 3月21日 - 田崎真也、ソムリエ
- 3月22日 - 真島茂樹、ダンサー・俳優・歌手
- 3月22日 - 糸数勝彦、プロ野球選手
- 3月24日 - ブルース・ハースト、野球選手（投手）
- 3月25日 - 新井正人、歌手・作曲家
- 3月26日 - エリオ・デ・アンジェリス、F1ドライバー（+ 1986年）
- 3月30日 - 坂東眞砂子、小説家（+ 2014年）
- 3月30日 - 石黒ケイ、歌手・女優

### 4月
- 4月1日 - 川上弘美、小説家
- 4月2日 - 伊藤咲子、歌手
- 4月2日 - 松沢成文、政治家
- 4月4日 - 山本昌邦、元サッカー選手・サッカー指導者
- 4月7日 - 安達忍、声優
- 4月7日 - 青島健太、元プロ野球選手
- 4月8日 - 久保康生、元プロ野球選手
- 4月8日 - 森下愛子、女優
- 4月9日 - 小柳友貴美、女優
- 4月10日 - イェフィム・ブロンフマン、ピアニスト
- 4月11日 - 岡部憲章、元プロ野球選手
- 4月11日 - 谷良治、元プロ野球選手
- 4月12日 - 津山栄一、元俳優
- 4月13日 - 萬田久子、女優
- 4月14日 - 桜田淳子、歌手・女優
- 4月14日 - ピーター・カパルディ、イギリスの俳優、映画監督
- 4月15日 - 山崎隆造、元プロ野球選手
- 4月16日 - 田中孝彦、国際政治学者
- 4月18日 - 小宮悦子、ニュースキャスター
- 4月21日 - 臼井儀人、漫画家（+ 2009年）
- 4月21日 - 君塚良一、脚本家・映画監督・放送作家
- 4月24日 - 河内淳一、ギタリスト・歌手・音楽プロデューサー
- 4月25日 - 栃司哲史、大相撲元力士・入間川親方
- 4月26日 - ジョニー・ダンフリーズ、元F1ドライバー
- 4月26日 - ロブ・マンフレッド、第10代MLBコミッショナー
- 4月26日 - 高橋克也、オウム真理教の元信徒　オウム真理教事件実行犯の1人
- 4月27日 - 酒井哲哉、政治学者
- 4月28日 - 植村隆、元朝日新聞社記者
- 4月30日 - 沼澤茂美、天体写真家・天文イラストレーター
- 4月30日 - 山村勝彦、プロ野球選手
- 4月30日 - 畦元将吾、政治家

### 5月
- 5月1日 - 渡田均、プロ野球審判員 (+ 2020年)
- 5月2日 - 秋元康、放送作家・作詞家・タレント
- 5月3日 - 新井一典、声優
- 5月4日 - キース・ヘリング、画家（+ 1990年）
- 5月4日 - 高元勝彦、プロ野球選手
- 5月5日 - 井上哲士、政治家
- 5月8日 - 坪内祐三、文芸評論家（+ 2020年）
- 5月8日 - 村中秀人、野球選手
- 5月9日 - 永江朗、ルポライター
- 5月9日 - ダグ・ローマン、元プロ野球選手
- 5月11日 - 久米小百合（久保田早紀）、歌手・作詞家・作曲家
- 5月12日 - 應武篤良、アマチュア野球指導者
- 5月13日 - 小林まこと、漫画家
- 5月14日 - 陳淑樺、台湾歌手
- 5月18日 - 金城漢、韓国の元プロ野球選手
- 5月20日 - 西村博巳、元プロ野球選手
- 5月20日 - 赤嶺賢勇、元プロ野球選手
- 5月21日 - 芦辺拓、小説家
- 5月23日 - 西川峰子、歌手・女優
- 5月24日 - 佐々木則夫、サッカー指導者
- 5月25日 - 石原修治、プロ野球選手
- 5月26日 - 近藤昭一、政治家
- 5月27日 - 相本久美子、女優、タレント
- 5月30日 - 宇野勝、元プロ野球選手
- 5月31日 - 生沢佑一、歌手
- 5月31日 - 山本敏博、元電通代表取締役社長

### 6月
- 6月1日 - 酒井圭一、元プロ野球選手
- 6月3日 - 野田国義、政治家
- 6月5日 - アフメド・アブドラ・モハメド・サンビ、コモロの大統領
- 6月7日 - プリンス[5]、ミュージシャン（+ 2016年）
- 6月9日 - くさか里樹、漫画家
- 6月17日 - 中原理恵、歌手・女優
- 6月20日 - 橋本敬司、元プロ野球選手
- 6月20日 - ディッキー・ソン、元メジャーリーガー（遊撃手）
- 6月24日 - 塩屋翼、声優
- 6月24日 - タイニー・リスター・Jr.、俳優、プロレスラー（+ 2020年）
- 6月27日 - 伊藤克信、俳優・競輪評論家・タレント
- 6月28日 - 弓岡敬二郎、元プロ野球選手
- 6月28日 - セルゲイ・シャフライ、フィギュアスケート選手
- 6月29日 - ロサ・モタ、マラソン選手

### 7月
- 7月1日 - 岡田斗司夫、ノンフィクション作家
- 7月1日 - 山本健司、作曲家、編曲家
- 7月2日 - ミルスワミー・アナドゥライ、宇宙工学者
- 7月4日 - 続木敏之、元プロ野球選手
- 7月4日 - 上野克二、元プロ野球選手
- 7月7日 - 金井夕子、歌手
- 7月7日 - 森本浩史、映画監督
- 7月9日 - 南流石、振付演出家
- 7月9日 - 久本雅美、芸人
- 7月9日 - 鳴海章、作家
- 7月9日 - 佐久田脩、俳優、声優（+ 2020年）
- 7月11日 - ウーゴ・サンチェス、元サッカー選手
- 7月11日 - マーク・レスター、イギリスの元子役
- 7月13日 - 山口二郎、政治学者
- 7月15日 - 古川康、政治家
- 7月17日 - ウォン・カーウァイ、香港の映画監督・脚本家
- 7月18日 - 久保寺雄二[6]、元プロ野球選手（+ 1985年）
- 7月19日 - 木村和司、元プロサッカー選手（元日本代表）・サッカー指導者
- 7月20日 - 北島健二、ミュージシャン・ギタリスト（FENCE OF DEFENSE・PEARL）
- 7月20日 - 君波隆祥、元プロ野球選手
- 7月22日 - 原辰徳、元プロ野球選手・読売ジャイアンツ監督
- 7月22日 - イヴァ・ビトヴァ、音楽家
- 7月24日 - ミック・カーン、ミュージシャン（+ 2011年）
- 7月25日 - 黒田真二、元プロ野球選手（+ 2020年）
- 7月26日 - 高泉淳子、女優・劇作家
- 7月26日 - アンジェラ・ヒューイット、ピアニスト
- 7月27日 - クリストファー・ディーン、フィギュアスケート選手
- 7月28日 - サエキけんぞう、ミュージシャン・作詞家
- 7月29日 - 三屋裕子、元バレーボール選手
- 7月30日 - ケイト・ブッシュ、歌手
- 7月30日 - 日垣隆、ジャーナリスト・ノンフィクションライター

### 8月
- 8月2日 - 鴻上尚史、劇作家・演出家
- 8月2日 - 速水奨[7]、俳優・声優
- 8月2日 - 高門清彦、政治家
- 8月4日 - 江川紹子、ジャーナリスト
- 8月5日 - 上田勇、政治家
- 8月6日 - 辰巳琢郎、俳優
- 8月7日 - 池下ユミ、元女子プロレスラー
- 8月7日 - 松浦理英子、小説家
- 8月7日 - 高橋俊昌、漫画編集者、『週刊少年ジャンプ』第7代編集長（+ 2003年）
- 8月12日 - 陣内孝則、俳優
- 8月12日 - 土井亨、政治家
- 8月13日 - 高橋ジョージ、ボーカリスト（THE 虎舞竜）
- 8月14日 - 井上純一、俳優・声優
- 8月16日 - マドンナ、ミュージシャン
- 8月17日 - ベリンダ・カーライル、歌手
- 8月19日 - 西本和美、元プロ野球選手
- 8月19日 - 山本竜二、AV男優
- 8月19日 - ゲイリー・ガイエティ、野球選手（三塁手）
- 8月22日 - 林アキラ、歌手・ミュージカル俳優・作曲家（6代目うたのおにいさん）
- 8月23日 - フリオ・フランコ、メジャーリーガー（内野手）
- 8月23日 - 佐藤しのぶ、声楽家・ソプラノ歌手（+ 2019年）
- 8月23日 - 大野方栄、歌手
- 8月25日 - ティム・バートン、映画監督
- 8月25日 - 岩井三四二、小説家
- 8月27日 - 姫野カオルコ、小説家
- 8月28日 - スコット・ハミルトン、フィギュアスケート選手
- 8月29日 - マイケル・ジャクソン、ミュージシャン・歌手（+ 2009年）
- 8月29日 - 垂水藤太、俳優・ファッションモデル
- 8月30日 - 西村麻聡、ミュージシャン・ベーシスト（FENCE OF DEFENSE）
- 8月31日 - 小金沢昇司、歌手（+ 2024年）
- 8月31日 - ジョン・ディーバス、元マイナーリーガー
- 8月31日 - 日比野克彦、現代美術家

### 9月
- 9月1日 - 米光亮、作曲家、編曲家
- 9月3日 - 覚田修、ミュージシャン（元BLACK CATS）
- 9月7日 - ダニー・チャン、歌手（+ 1993年）
- 9月8日 - 宮本充、声優
- 9月9日 - 長江英和、俳優
- 9月10日 - 寺島尚正、文化放送アナウンサー
- 9月10日 - 高沢秀昭、元プロ野球選手
- 9月11日 - アニマル・レスリー、元プロ野球選手（+ 2013年）
- 9月11日 - 柴田惣一、東京スポーツ記者
- 9月13日 - 玉置浩二、歌手（安全地帯）
- 9月14日 - ロバート・マッコール、フィギュアスケート選手（+ 1991年）
- 9月16日 - オーレル・ハーシュハイザー、元メジャーリーガー（投手）
- 9月16日 - ネヴィル・サウスオール、元サッカー選手
- 9月17日 - マンフレート・ホーネック、指揮者
- 9月18日 - 木村孝、元プロ野球選手
- 9月18日 - 上坂嘉彦、プロ野球選手
- 9月19日 - 李萬洙、野球選手
- 9月20日 - 非常階段ミヤコ、漫才師（非常階段）（+ 1996年）
- 9月22日 - 松村あゆみ、テレビプロデューサー・テレビ演出家・脚本家
- 9月25日 - 森岡正博、哲学者
- 9月28日 - 和泉宏隆、ピアニスト

### 10月
- 10月1日 - 中村正人、ミュージシャン (DREAMS COME TRUE)
- 10月1日 - 阪本順治、映画監督
- 10月2日 - ウェイン・トゥープス、歌手・アコーディオン奏者
- 10月3日 - 山田勉、元プロ野球選手
- 10月5日 - 豊川誕、元歌手
- 10月9日 - 市川和正、元プロ野球選手
- 10月13日 - 森昌子、歌手
- 10月13日 - 加門亮[8]、歌手（+ 2020年）
- 10月13日 - まつもと泉、漫画家（+ 2020年[9]）
- 10月15日 - 勝生真沙子、声優
- 10月15日 - 山川豊、演歌歌手
- 10月16日 - ティム・ロビンス、俳優・映画監督
- 10月16日 - 津末英明、元プロ野球選手
- 10月16日 - 大岡玲、作家・イタリア文学者
- 10月17日 - 山口忠良、元プロ野球選手
- 10月17日 - 安田尚弘、プロ野球選手
- 10月18日 - 石井めぐみ、女優
- 10月19日 - 原博実、サッカー監督・元サッカー選手
- 10月20日 - 大石大二郎、元プロ野球選手
- 10月20日 - ヴィゴ・モーテンセン、俳優・詩人・写真家
- 10月20日 - イーヴォ・ポゴレリチ、ピアニスト
- 10月21日 - 村上幸子、歌手（+1990年）
- 10月21日 - 岡田京子、元女優（+1986年）
- 10月22日 - 高木豊、元プロ野球選手・野球解説者
- 10月22日 - 室井滋、女優
- 10月24日 - ロバート・W・スミス、作曲家
- 10月24日 - 辻発彦、元プロ野球選手・埼玉西武ライオンズ監督
- 10月27日 - 立花義家、元プロ野球選手
- 10月27日 - 藤川清彦、元俳優

### 11月
- 11月1日 - ジョン・カビラ、タレント
- 11月2日 - ウィリー・マギー、野球選手（外野手）
- 11月2日 - 山内ケンジ、CMディレクター・演出家・映画監督
- 11月2日 - 的場耕二、スーツアクター
- 11月4日 - 井上祐美子、小説家
- 11月4日 - 加地尚武、小説家
- 11月4日 - ウーベ・ベーベルスドルフ、フィギュアスケート選手
- 11月10日 - 下田充利、プロ野球選手
- 11月10日 - 幅しげみ、ピアニスト
- 11月12日 - 岩崎宏美、歌手
- 11月15日 - 三浦リカ、女優
- 11月15日 - 堀井恒雄、元プロ野球選手
- 11月16日 - 原口次夫、元騎手・調教師（愛知県競馬組合）
- 11月16日 - ロベルト・ゲレーロ、元F1ドライバー
- 11月17日 - メアリー・エリザベス・マストラントニオ、女優
- 11月19日 - 安藤優子、ニュースキャスター
- 11月20日 - 杉浦圭子、日本放送協会アナウンサー
- 11月22日 - 王才軍、バレエダンサー
- 11月25日 - 伊藤伸久、岐阜放送アナウンサー
- 11月27日 - 小室哲哉、音楽プロデューサー・ミュージシャン（TM NETWORK・globe）
- 11月27日 - 土居裕子、歌手
- 11月27日 - マイク・ソーシア、MLB監督、元メジャーリーガー（捕手）
- 11月28日 - 木原彰彦、プロ野球選手
- 11月30日 - 杉浦日向子、漫画家・江戸風俗研究家・エッセイスト（+ 2005年）

### 12月
- 12月1日 - 三宅宗源、元プロ野球選手
- 12月2日 - 浅見美那、女優
- 12月2日 - ランディ・ガードナー、フィギュアスケート選手
- 12月3日 - 天川由記子、政治家
- 12月5日 - 山田五郎、評論家・タレント・コラムニスト
- 12月5日 - 山田和英、元プロ野球選手　年中夢球野球塾・統括塾長謙相談役
- 12月5日 - 原田真二、シンガーソングライター
- 12月7日 - 篠宮愼一、元プロ野球審判
- 12月8日 - 篠田昌己、ミュージシャン・サックス奏者、じゃがたらのメンバー（+ 1992年）
- 12月8日 - 出渕裕、漫画家・イラストレーター・アニメーター
- 12月10日 - 福本伸行、漫画家
- 12月11日 - 宮崎美子、女優
- 12月12日 - 長村裕之、プロ野球選手
- 12月13日 - 樋口可南子、女優
- 12月13日 - 芦川よしみ、女優・歌手
- 12月13日 - リン＝ホリー・ジョンソン、フィギュアスケート選手・女優
- 12月15日 - 桜井弘明、アニメ監督
- 12月15日 - 篠井英介、俳優
- 12月15日 - 高橋がなり、AV監督・ソフト・オン・デマンド非常勤取締役
- 12月15日 - リッキー・ヘンダーソン、元メジャーリーガー（外野手）
- 12月17日 - 假屋崎省吾、華道家
- 12月18日 - 金沢次男、元プロ野球選手
- 12月19日 - 山中秀樹、フリーアナウンサー・タレント
- 12月20日 - はやみけい、声優
- 12月20日 - 5代目桂米團治、落語家（前名桂小米朝）
- 12月20日 - junko、ミュージシャン（ロックバンド『打首獄門同好会』ベーシスト）
- 12月21日 - 柳沢高雄、元プロ野球選手
- 12月22日 - ジョージ・ライト、元プロ野球選手
- 12月23日 - ダーク広和、奇術師
- 12月24日 - 樋口宗孝、ミュージシャン（LOUDNESS、元LAZY）（+ 2008年）
- 12月24日 - 白都真理、女優
- 12月26日 - 原田美枝子、女優
- 12月27日 - 都志見隆、音楽プロデューサー、作曲家、編曲家
- 12月27日 - 小川達明、元プロ野球選手
- 12月28日 - 藤山直美、女優
- 12月29日 - 早乙女愛、女優（+ 2010年）
- 12月30日 - 佐々木史朗、音楽プロデューサー

### 月日不明
- 犬丸りん、漫画家（+ 2006年）
- 加藤由美子、作曲家、ピアニスト
- 後藤洋、作曲家、編曲家
- 山田晴通、地理学者
- 吉田あつし、経済学者

## 死去

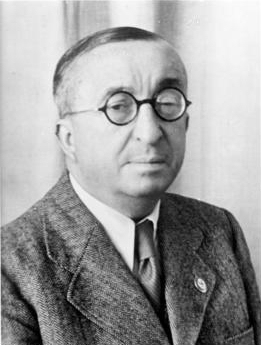
飛行機設計者エルンスト・ハインケル（1月30日）

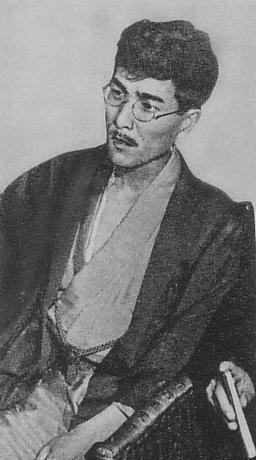
労農派におけるマルクス主義の指導的理論家山川均（3月23日）

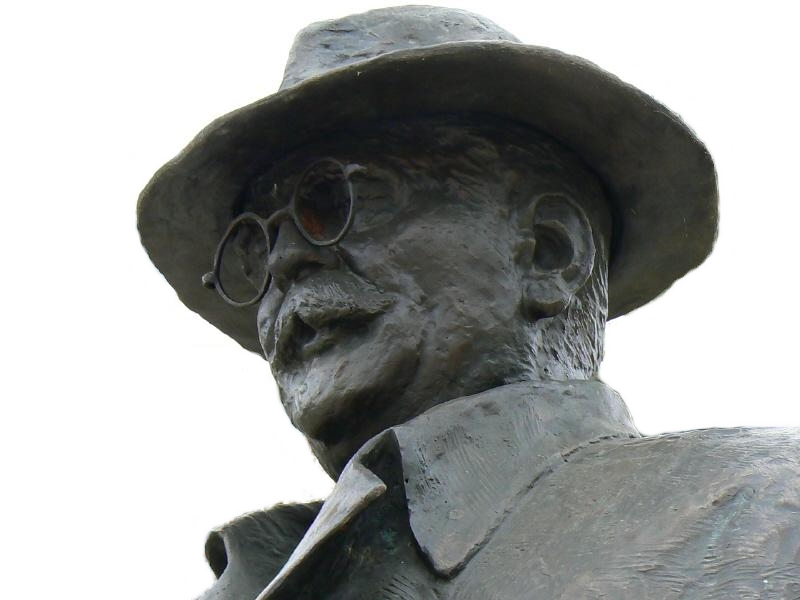
ハンガリー首相ナジ・イムレ処刑（6月16日）

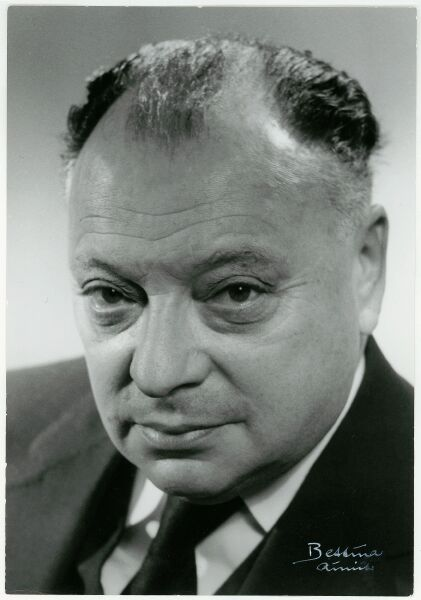
パウリの排他原理を発見した物理学者ヴォルフガング・パウリ（12月15日）

| 「われわれが第一歩をふみしめるのは、第二歩をふみだすためである。保守主義者は第一歩をふみしめることを知って、第二歩をふみだすことを忘れている。」 - 「無産階級運動の方向転換」より |

### 1月
- 1月1日 - エドワード・ウェストン、写真家（* 1886年）
- 1月11日 - エドナ・パーヴァイアンス、女優（* 1895年）
- 1月14日 - 西岡竹次郎、政治家・実業家（* 1890年）
- 1月15日 - 湯浅禎夫、元プロ野球選手（* 1902年）
- 1月21日 - アタウルフォ・アルヘンタ、指揮者（* 1913年）
- 1月23日 - 北原怜子、篤志家（* 1929年）
- 1月30日 - エルンスト・ハインケル、飛行機設計者（* 1888年）

### 2月
- 2月1日 - クリントン・デイヴィソン、物理学者（* 1881年）
- 2月3日 - 葛生能世、右翼活動家（* 1874年）
- 2月4日 - ヘンリー・カットナー、SF作家（* 1915年）
- 2月13日 - ジョルジュ・ルオー、画家（* 1871年）
- 2月15日 - 徳永直、小説家（* 1899年）
- 2月23日 - ユリアン・シトコヴェツキー、ヴァイオリニスト（* 1925年）
- 2月26日 - 横山大観、日本画家（* 1868年）

### 3月
- 3月1日 - ジャコモ・バッラ、画家（* 1871年）
- 3月11日 - オーレ・キアク・クリスチャンセン、レゴ創立者（* 1891年）
- 3月15日 - 久保栄、劇作家・演出家（* 1900年）
- 3月23日 - 山川均、社会主義運動家（* 1880年）
- 3月28日 - 築田多吉、看護師（* 1872年）
- 3月28日 - チャック・クライン、メジャーリーグベースボール選手（* 1904年）
- 3月30日 - 西山翠嶂、日本画家（* 1879年）

### 4月
- 4月1日 - 香月弘美、宝塚歌劇団の劇団員（* 1936年）
- 4月2日 - 戸田城聖、創価学会第2代会長（* 1900年）
- 4月10日 - 宮地嘉六、小説家（* 1884年）
- 4月11日 - コンスタンチン・ユオン、画家・舞台デザイナー（* 1875年）
- 4月16日 - ロザリンド・フランクリン、物理化学者・生物物理学者（* 1920年）

### 5月
- 5月2日 - アルフレート・ヴェーバー、社会学者・経済学者（* 1868年）
- 5月9日 - 及川古志郎、日本の海軍大臣（* 1883年）
- 5月13日 - 仁木他喜雄、作曲家（* 1901年）
- 5月17日 - 桜井弥一郎、野球選手（* 1883年）
- 5月19日 - ロナルド・コールマン、俳優（* 1891年）
- 5月29日 - フアン・ラモン・ヒメネス、詩人（* 1881年）

### 6月
- 6月6日 - 筈見恒夫、映画評論家（* 1908年）
- 6月16日 - ナジ・イムレ、ハンガリー首相（* 1896年）
- 6月20日 - クルト・アルダー、化学者（* 1902年）
- 6月24日 - 三神吾朗、野球選手（* 1889年）
- 6月26日 - ジョージ・オートン、陸上競技選手（* 1873年）

### 7月
- 7月6日 - ルイジ・ムッソ、F1ドライバー（* 1924年）
- 7月14日 - 吉阪俊蔵、内務官僚（* 1889年）
- 7月14日 - ファイサル2世、イラク王（* 1935年）
- 7月15日 - 藤井浩佑、彫刻家（* 1882年）
- 7月18日 - アンリ・ファルマン、飛行機開発者（* 1874年）
- 7月27日 - クレア・リー・シェンノート、アメリカ陸軍航空隊大尉（* 1893年）
- 7月30日 - 俵国一、冶金学者（* 1872年）

### 8月
- 8月6日 - モーリス・ジェルモー、テニス選手（* 1882年）
- 8月7日 - 田中禎之助、プロボクサー（* 1903年）
- 8月14日 - フレデリック・ジョリオ＝キュリー、物理学者（* 1900年）
- 8月14日 - 松岡駒吉、政治家・労働運動家（* 1888年）
- 8月15日 - ビッグ・ビル・ブルーンジー、ブルースミュージシャン（* 1898年）
- 8月17日 - フローラン・シュミット、作曲家（* 1870年）
- 8月17日 - 加藤正二、元プロ野球選手（* 1914年）
- 8月22日 - ロジェ・マルタン・デュ・ガール、小説家・劇作家（* 1881年）
- 8月25日 - レオ・ブレッヒ、指揮者（* 1871年）
- 8月26日 - レイフ・ヴォーン・ウィリアムズ、作曲家（* 1872年）
- 8月26日 - 小渕光平、自由民主党衆議院議員（* 1904年）
- 8月27日 - アーネスト・ローレンス、物理学者（* 1901年）

### 9月
- 9月1日 - 中西伊之助、作家・労働運動家（* 1887年）
- 9月19日 - ルドルフ・ロッカー、アナルコサンディカリスムの活動家（* 1873年）
- 9月20日 - 小笠原長生、日本海軍軍人（* 1867年）

### 10月
- 10月8日 - 由谷義治、政治家（* 1888年）
- 10月9日 - ピウス12世、第260代ローマ教皇（* 1876年）
- 10月11日 - モーリス・ド・ヴラマンク、画家（* 1876年）
- 10月14日 - 安藤広太郎、農学者（* 1871年）
- 10月14日 - ダグラス・モーソン、探検家・地質学者（* 1882年）
- 10月17日 - ポール・アウターブリッジ・ジュニア、写真家（* 1896年）
- 10月21日 - ロバート・リンゼイ、陸上競技選手（* 1890年）
- 10月24日 - ジョージ・エドワード・ムーア、哲学者（* 1873年）
- 10月30日 - 岡田忠彦、官僚・政治家（* 1878年）

### 11月
- 11月15日 - タイロン・パワー、俳優（* 1913年）
- 11月17日 - モート・クーパー、メジャーリーガー（* 1913年）
- 11月18日 - 木村荘八、画家（* 1893年）
- 11月20日 - 山田孝雄、国語学者（* 1873年）
- 11月21日 - メル・オット、メジャーリーガー（* 1909年）
- 11月22日 - 昇曙夢、ロシア文学者（* 1878年）
- 11月24日 - チャールズ・ケタリング、技術者（* 1876年）
- 11月27日 - アルトゥール・ロジンスキ、指揮者（* 1892年）
- 11月29日 - ハンス・ヘニー・ヤーン、作家・オルガン制作者（* 1894年）

### 12月
- 12月7日 - 正岡容、作家（* 1904年）
- 12月8日 - トリス・スピーカー、メジャーリーグベースボール選手（* 1888年）
- 12月14日 - 中山博道、武道家（* 1872年）
- 12月15日 - ヴォルフガング・パウリ、物理学者（* 1900年）
- 12月16日 - 三好十郎、小説家・劇作家（* 1902年）
- 12月18日 - 山野一郎、活動弁士（* 1899年）
- 12月29日 - 石井柏亭、画家（* 1882年）
- 12月30日 - 水島爾保布、画家・漫画家（* 1884年）

## ノーベル賞
- 物理学賞 - パーヴェル・チェレンコフ、イリヤ・フランク、イゴール・タム
- 化学賞 - フレデリック・サンガー
- 生理学・医学賞 - ジョージ・ウェルズ・ビードル、エドワード・ローリー・タータム、ジョシュア・レダーバーグ

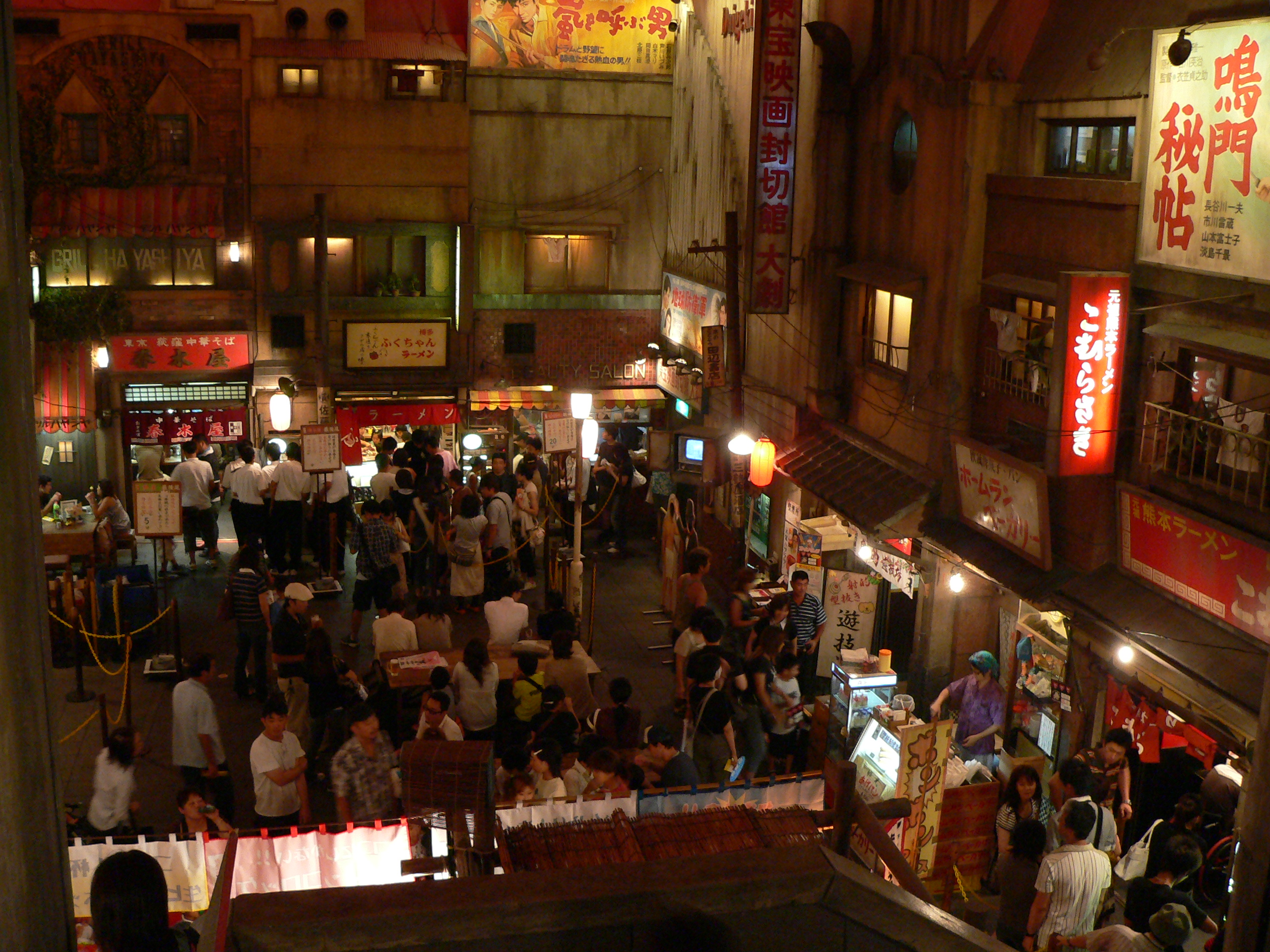
新横浜ラーメン博物館の体感ゾーンは1958年の下町を再現している。

- 文学賞 - ボリス・パステルナーク
- 平和賞 - ドミニク・ピール